# Liste der Kulturdenkmale in Grube (Holstein)
In der Liste der Kulturdenkmale in Grube sind alle Kulturdenkmale der schleswig-holsteinischen Gemeinde Grube (Kreis Ostholstein) und ihrer Ortsteile aufgelistet (Stand: 10. März 2025).

## Legende
In den Spalten befinden sich folgende Informationen:
- Objekt-ID: die Nummer des Kulturdenkmales
- Lage: die Adresse des Kulturdenkmales und die geographischen Koordinaten. Kartenansicht, um Koordinaten zu setzen. In der Kartenansicht sind Kulturdenkmale ohne Koordinaten mit einem roten Marker dargestellt und können in der Karte gesetzt werden. Kulturdenkmale ohne Bild sind mit einem blauen Marker gekennzeichnet, Kulturdenkmale mit Bild mit einem grünen Marker.
- Offizielle Bezeichnung: Bezeichnung des Kulturdenkmales
- Beschreibung: die Beschreibung des Kulturdenkmales
- Bild: ein Bild des Kulturdenkmales

## Sachgesamtheiten
| Objekt-ID      | Lage                                           | Offizielle Bezeichnung | Beschreibung | Bild                             |
| -------------- | ---------------------------------------------- | ---------------------- | --- | -------------------------------- |
| 40716 Wikidata | Bei der Kirche 16 (54° 14′ 7″ N, 11° 1′ 55″ O) | Kirche St. Jürgen      | Aktualisierung vorgesehen - Begründung: geschichtlich, künstlerisch, städtebaulich, Kulturlandschaft prägend - Schutzumfang: Kirche St. Jürgen mit Ausstattung, Kirchhof, Grabmale bis 1870, Feldsteinböschung, Lindenkranz | weitere Fotos \| Fotos hochladen |

## Bauliche Anlagen
| Objekt-ID      | Lage                                           | Offizielle Bezeichnung            | Beschreibung | Bild                             |
| -------------- | ---------------------------------------------- | --------------------------------- | --- | -------------------------------- |
| 38526          | Bei der Kirche 2 (54° 14′ 8″ N, 11° 2′ 4″ O)   | ehem. Hotel „Deutsches Haus“      | ehem. Hotel „Deutsches Haus“; 1904, Baumeister Heinrich Grimm; dreigeschossiger Backsteinbau mit Putzgliederung, Seitenrisalit mit repräsentativem Schweifgiebel, Walmdach - Begründung: geschichtlich, städtebaulich - Schutzumfang: gesamtes Objekt - Denkmaltyp: Bauliche Anlage | BW                               |
| 4067           | Bei der Kirche 16 (54° 14′ 7″ N, 11° 1′ 56″ O) | Kirche St. Jürgen mit Ausstattung | Alteintragung (Aktualisierung vorgesehen) - Begründung: geschichtlich, künstlerisch, städtebaulich - Schutzumfang: gesamtes Objekt - Denkmaltyp: Bauliche Anlage, Sachgesamtheit: Kirche St. Jürgen                                                                                 | weitere Fotos \| Fotos hochladen |
| 4697 Wikidata  | Bei der Kirche 21 (54° 14′ 5″ N, 11° 1′ 54″ O) | ehem. Küsterhaus                  | Alteintragung (Aktualisierung vorgesehen) - Begründung: geschichtlich, wissenschaftlich, städtebaulich - Schutzumfang: gesamtes Objekt - Denkmaltyp: Bauliche Anlage | BW                               |
| 37683          | Hauptstraße 18 (54° 14′ 4″ N, 11° 2′ 10″ O)    | Wohnhaus (Dorfmuseum Grube)       | Wohnhaus (Dorfmuseum Grube); 1890; eingeschossiges Backsteingebäude mit zweigeschossigem, übergiebeltem Mittelrisalit, Halbwalmdach - Begründung: geschichtlich, städtebaulich - Schutzumfang: gesamtes Objekt - Denkmaltyp: Bauliche Anlage                                        | BW                               |
| 5231 Wikidata  | Siggeneben 4 (54° 15′ 23″ N, 11° 3′ 2″ O)      | Kate „Kloster“                    | Alteintragung (Aktualisierung vorgesehen) - Begründung: Alteintragung (Aktualisierung vorgesehen) - Schutzumfang: Alteintragung (Aktualisierung vorgesehen) - Denkmaltyp: Bauliche Anlage                                                                                           | BW                               |
| 5230 Wikidata  | Siggeneben 6 (54° 15′ 23″ N, 11° 3′ 4″ O)      | Kate „Grüner Jäger“               | Alteintragung (Aktualisierung vorgesehen) - Begründung: Alteintragung (Aktualisierung vorgesehen) - Schutzumfang: Alteintragung (Aktualisierung vorgesehen) - Denkmaltyp: Bauliche Anlage                                                                                           | BW                               |
| 27636 Wikidata | Siggeneben 6 (54° 15′ 23″ N, 11° 3′ 5″ O)      | Kate: Schuppen                    | Alteintragung (Aktualisierung vorgesehen) - Begründung: Alteintragung (Aktualisierung vorgesehen) - Schutzumfang: Alteintragung (Aktualisierung vorgesehen) - Denkmaltyp: Bauliche Anlage                                                                                           | BW                               |
| 3792 Wikidata  | Siggeneben 7 (54° 15′ 25″ N, 11° 3′ 5″ O)      | Kate „Stövmöhl“                   | Alteintragung (Aktualisierung vorgesehen) - Begründung: Alteintragung (Aktualisierung vorgesehen) - Schutzumfang: Alteintragung (Aktualisierung vorgesehen) - Denkmaltyp: Bauliche Anlage                                                                                           | BW                               |
| 27628 Wikidata | Siggeneben 7 (54° 15′ 26″ N, 11° 3′ 5″ O)      | Kate: Schuppen                    | Alteintragung (Aktualisierung vorgesehen) - Begründung: Alteintragung (Aktualisierung vorgesehen) - Schutzumfang: Alteintragung (Aktualisierung vorgesehen) - Denkmaltyp: Bauliche Anlage                                                                                           | BW                               |
| 5229 Wikidata  | Siggeneben 8–10 (54° 15′ 26″ N, 11° 3′ 8″ O)   | Kate                              | Alteintragung (Aktualisierung vorgesehen) - Begründung: Alteintragung (Aktualisierung vorgesehen) - Schutzumfang: Alteintragung (Aktualisierung vorgesehen) - Denkmaltyp: Bauliche Anlage                                                                                           | BW                               |
| 27634 Wikidata | Siggeneben 8–10 (54° 15′ 26″ N, 11° 3′ 8″ O)   | Kate: Schuppen 1                  | Alteintragung (Aktualisierung vorgesehen) - Begründung: Alteintragung (Aktualisierung vorgesehen) - Schutzumfang: Alteintragung (Aktualisierung vorgesehen) - Denkmaltyp: Bauliche Anlage                                                                                           | BW                               |
| 27635 Wikidata | Siggeneben 8–10 (54° 15′ 26″ N, 11° 3′ 8″ O)   | Kate: Schuppen 2                  | Alteintragung (Aktualisierung vorgesehen) - Begründung: Alteintragung (Aktualisierung vorgesehen) - Schutzumfang: Alteintragung (Aktualisierung vorgesehen) - Denkmaltyp: Bauliche Anlage                                                                                           | BW                               |
| 5223 Wikidata  | Siggeneben 9 (54° 15′ 28″ N, 11° 3′ 8″ O)      | Fachhallenhaus „Wöddelkrog“       | Alteintragung (Aktualisierung vorgesehen) - Begründung: Alteintragung (Aktualisierung vorgesehen) - Schutzumfang: Alteintragung (Aktualisierung vorgesehen) - Denkmaltyp: Bauliche Anlage                                                                                           | BW                               |
| 5224 Wikidata  | Siggeneben 11 (54° 15′ 25″ N, 11° 3′ 1″ O)     | Kate „Wöddelkrog“                 | Alteintragung (Aktualisierung vorgesehen) - Begründung: Alteintragung (Aktualisierung vorgesehen) - Schutzumfang: Alteintragung (Aktualisierung vorgesehen) - Denkmaltyp: Bauliche Anlage                                                                                           | BW                               |
| 27629 Wikidata | Siggeneben 11 (54° 15′ 26″ N, 11° 3′ 1″ O)     | Kate: Schuppen                    | Alteintragung (Aktualisierung vorgesehen) - Begründung: Alteintragung (Aktualisierung vorgesehen) - Schutzumfang: Alteintragung (Aktualisierung vorgesehen) - Denkmaltyp: Bauliche Anlage                                                                                           | BW                               |
| 5228 Wikidata  | Siggeneben 12 (54° 15′ 28″ N, 11° 3′ 9″ O)     | Kate „Op de Wei“                  | Alteintragung (Aktualisierung vorgesehen) - Begründung: Alteintragung (Aktualisierung vorgesehen) - Schutzumfang: Alteintragung (Aktualisierung vorgesehen) - Denkmaltyp: Bauliche Anlage                                                                                           | BW                               |
| 27633 Wikidata | Siggeneben 12 (54° 15′ 28″ N, 11° 3′ 10″ O)    | Kate: Schuppen                    | Alteintragung (Aktualisierung vorgesehen) - Begründung: Alteintragung (Aktualisierung vorgesehen) - Schutzumfang: Alteintragung (Aktualisierung vorgesehen) - Denkmaltyp: Bauliche Anlage                                                                                           | BW                               |
| 5226 Wikidata  | Siggeneben 13 (54° 15′ 25″ N, 11° 3′ 5″ O)     | Kate „Kuckuckshaus“               | Alteintragung (Aktualisierung vorgesehen) - Begründung: Alteintragung (Aktualisierung vorgesehen) - Schutzumfang: Alteintragung (Aktualisierung vorgesehen) - Denkmaltyp: Bauliche Anlage                                                                                           | BW                               |
| 27630 Wikidata | Siggeneben 13 (54° 15′ 26″ N, 11° 3′ 5″ O)     | Kate: Stallgebäude                | Alteintragung (Aktualisierung vorgesehen) - Begründung: Alteintragung (Aktualisierung vorgesehen) - Schutzumfang: Alteintragung (Aktualisierung vorgesehen) - Denkmaltyp: Bauliche Anlage                                                                                           | BW                               |
| 5227 Wikidata  | Siggeneben 15 (54° 15′ 28″ N, 11° 3′ 8″ O)     | Kate „Op de Wisch“                | Alteintragung (Aktualisierung vorgesehen) - Begründung: Alteintragung (Aktualisierung vorgesehen) - Schutzumfang: Alteintragung (Aktualisierung vorgesehen) - Denkmaltyp: Bauliche Anlage                                                                                           | BW                               |
| 27631          | Siggeneben 15 (54° 15′ 29″ N, 11° 3′ 9″ O)     | Kate: Schuppen 1                  | Alteintragung (Aktualisierung vorgesehen) - Begründung: Alteintragung (Aktualisierung vorgesehen) - Schutzumfang: Alteintragung (Aktualisierung vorgesehen) - Denkmaltyp: Bauliche Anlage                                                                                           | BW                               |
| 27632          | Siggeneben 15 (54° 15′ 28″ N, 11° 3′ 8″ O)     | Kate: Schuppen 2                  | Alteintragung (Aktualisierung vorgesehen) - Begründung: Alteintragung (Aktualisierung vorgesehen) - Schutzumfang: Alteintragung (Aktualisierung vorgesehen) - Denkmaltyp: Bauliche Anlage                                                                                           | BW                               |

## Gründenkmale
| Objekt-ID      | Lage                                           | Offizielle Bezeichnung | Beschreibung | Bild            |
| -------------- | ---------------------------------------------- | ---------------------- | --- | --------------- |
| 20990 Wikidata | Bei der Kirche 16 (54° 14′ 7″ N, 11° 1′ 54″ O) | Kirchhof               | Alteintragung (Aktualisierung vorgesehen) - Begründung: geschichtlich, Kulturlandschaft prägend - Schutzumfang: Kirchhof, Grabmale bis 1870, Feldsteinböschung, Lindenkranz - Denkmaltyp: Gründenkmal, Sachgesamtheit: Kirche St. Jürgen | Fotos hochladen |

## Quelle
- Liste der Kulturdenkmale in Schleswig-Holstein – Kreis Ostholstein (PDF)

- Karte mit allen Koordinaten:
- OSM |
- WikiMap